# Enosis Neon Paralimni
Enosis Neon Paralimni (Grieks: Ένωση Νέων Παραλιμνίου, ΕΝΠ) is een Cypriotische voetbalclub uit Paralimni.
De club werd in 1936 opgericht en werd vicekampioen in 1975, de club haalde ook vier keer de bekerfinale maar kon nog nooit een prijs op het hoogste niveau winnen.
Sinds de aanstelling van Čedomir Janevski als trainer, in 2009, speelden veel oude bekenden uit de Belgische competitie voor de club. Na het vertrek van Janevski verdween dit effect. In 2016 degradeerde de club.

## Erelijst
- Beker van Cyprus

Finalist: 1974, 1975, 1981, 1983
- Cypriotische Tweede Divisie

1969, 2015, 2018

## Enosis Neon in Europa
#Q = #kwalificatieronde, #R = #ronde, T/U = Thuis/Uit, W = Wedstrijd, PUC = punten UEFA coëfficiënten .
Uitslagen vanuit gezichtspunt Enosis Neon
| Seizoen | Competitie    | Ronde | Land                | Club                 | Totaalscore | 1e W          | 2e W    | PUC |
| ------- | ------------- | ----- | ------------------- | -------------------- | ----------- | ------------- | ------- | --- |
| 1974/75 | Europacup II  | 1R    | Vlag van Luxemburg  | Avenir Beggen        | walk-over   | Enosis n.o.g. |         | 0.0 |
| 1975/76 | UEFA Cup      | 1R    | Vlag van Duitsland  | MSV Duisburg         | 3-10        | 1-7 (U)       | 2-3 (T) | 0.0 |
| 1976/77 | UEFA Cup      | 1R    | Vlag van Duitsland  | 1. FC Kaiserslautern | 1-11        | 1-3 (T)       | 0-8 (U) | 0.0 |
| 1981/82 | Europacup II  | 1R    | Vlag van Hongarije  | Vasas SC Boedapest   | 1-8         | 1-0 (T)       | 0-8 (U) | 2.0 |
| 1983/84 | Europacup II  | 1R    | Vlag van België     | KSK Beveren          | 3-7         | 2-4 (T)       | 1-3 (U) | 0.0 |
| 2002    | Intertoto Cup | 1R    | Vlag van Oostenrijk | Schwarz-Weiß Bregenz | 1-5         | 0-2 (T)       | 1-3 (U) | 0.0 |

Totaal aantal punten voor UEFA coëfficiënten: 2.0

## Bekende (oud-)spelers
- Eyong Enoh (2018-)
- Pelé van Anholt (2020-2022)
- Pim Bouwman (2014-2016)
- Demetris Christofi (2007-2008)
- Alex Da Silva (2010-2011)
- Jimmy De Wulf (2009-2012)
- Aldo Duscher (2012)
- Matías Escobar (2011)
- Laurent Fassotte (2009-2011)
- Ervin Fakaj (1999-2001)
- Andrew Hogg(2012-2013)
- Kristof Imschoot (2010-2012)
- Alexandros Kaklamanos (2008-2009)
- Blessing Kaku (2009
- Abdelkarim Kissi (2007-2008)
- Ernest Konon (2001-2002)
- Paul Kpaka (2010-2011)
- Yohan Langlet (2012-2013)
- Fabrice Lokembo-Lokaso (2006-2007)
- Mike Mampuya (2011-2012)
- Ninoslav Milenkovic (2009-2010)
- Emmanuel Okoduwa (2012)
- Hervé Onana (2011)
- Rocky Peeters (2009-2010)
- Georgi Petkov (2011-2012)
- Obidiah Tarumbwa (2009-2011)
- Matthias Trenson (2010-2012)
- Ivan Tričkovski (2009-2010)
- Dieter Van Tornhout (2009-2011)
- Krste Velkoski (2010-2011)

AEK Larnaca · 
AEL Limasol ·  
Akritas Chlorakas ·
Anorthosis Famagusta · 
APOEL Nicosia · 
Apollon Limasol · 
Aris Limasol · 
Enosis Neon Paralimni · 
Ethnikos Achna ·  
Krasava ENY ·
Olympiakos Nicosia ·
Omonia Aradippou · 
Omonia Nicosia · 
Paphos FC